# Alana Gómez Gray
Alana Gómez Gray es una escritora e investigadora literaria mexicana En 2005 recibió el Premio Nacional de Cuento «Efraín Huerta» por su libro La Fortaleza.

## Biografía
Su formación universitaria interdisciplinar −licenciatura en Sociología, diplomatura en Historia del arte mexicano, maestría en Literatura mexicana, máster en Estudios literarios y teatrales y doctora en Teoría de la literatura y Literatura comparada−, se desarrolla tanto en México como en España. Sus investigaciones han privilegiado la perspectiva socioliteraria al abordar aspectos de literatura popular, paraliteratura, estudios de género, feminismo y mecanismos de poder.
Fue redactora del diario independiente con sede en Guadalajara Siglo 21. Entre 1991 y 1995, mantuvo colaboración con los periódicos El Occidental, Mural y Reforma, además de con las revistas literarias Transhumancia y Signos; y de 1995 a 2008, desempeñó el puesto de coordinadora de exposiciones del Instituto Cultural Cabañas y, con posterioridad, Jefa de Asuntos Académicos de la Escuela de Conservación y Restauración de Occidente (Guadalajara), instituciones ambas de Guadalajara.
En 2008 se traslada a España para realizar sus estudios de doctorado. En 2011 funda, en colaboración con  otros miembros del programa de doctorado “Teoría de la Literatura y del Arte y Literatura Comparada” de la Universidad de Granada, una asociación cultural que crea Impossibilia. Revista Internacional de Estudios Literarios, que dirige desde 2015. 

## Trayectoria literaria
Alana Gómez Gray ha publicado los libros Larva de serafín (1999), La Fortaleza (2005) y Relámpago de asombro (2022); además de haber dado a conocer sus relatos en revistas como Tierra Adentro, Fatum y El Andar de las Letras. También ha colaborado en antologías y libros colectivos como los titulados 25 años Premio Nacional de Literatura Efraín Huerta (2007), donde ofrece fragmentos de su premiado La Fortaleza; Cuentos pequeños, grandes lecturas. La minificción explicada a los niños (2014), donde publica el relato “Prisionero”; Fruto del tiempo con nosotros. Homenaje a Manuel Urbano (2015), con el relato “Petición”; y Jubiloso pabellón. Para José Antonio García Aguilera (2020), con “Había una vez”. 

## Obra literaria

### Libros
- Larva de serafín, México, Tierra Adentro, Consejo Nacional para la Literatura y las Artes, 1999.
- La Fortaleza, México, Porrúa, 2005.
- Relámpago de asombro, Granada, Esdrújula, 2022.

### Antologías y libros colectivos
- Ejercicios para pensar en las consecuencias morales de, Tierra Adentro, No. 104, junio-julio 2000, México: CONACULTA, pp. 43-44.
- Duraznos, en CADENA, Agustín (Comp.), Cuentos de la Provincia, colección Los Nuevos Clásicos, México: Dirección de Educación Media y Terminal, Sistema de Educación Pública del Estado de Hidalgo, 2001.
- En el guayabo, en CADENA, Agustín (Comp.), Cuentos de Inocencia y Experiencia, colección Los Nuevos Clásicos, México: Dirección de Educación Media y Terminal, Sistema de Educación Pública del Estado de Hidalgo, 2001, pp. 29-30.
- Reproche, Tierra Adentro, No. 108-109, febrero-mayo 2001, México: CONACULTA, pp. 58-60,
- Espejos, Revista Fatum, Baja California Norte, 2005, pp. 35-36.
- Lectura, Revista de Literatura y Artes Visuales La Rueda, Año III, Número 9, 2006, Guadalajara: Editorial Pandora, pp. 16.
- La Fortaleza (fragmentos), en URIBE, Sara (Comp.), 25 años Premio Nacional de Literatura Efraín Huerta. Tampico 1982-2006. México: Gobierno Municipal de Tampico/ Miguel Ángel Porrúa.
- Prisionero, en CADENA, Agustín; OLAIZ, Amélie (Comps.) Cuentos pequeños, grandes lecturas. La minificción explicada a los niños,  Estado de México: Cofradía de coyotes, pp. 30.
- Petición, en CABRERA MARTOS, José, Fruto del tiempo con nosotros. Homenaje a Manuel Urbano, Jaén: Instituto de Estudios Jiennenses, 2015, pp. 195-202.
- Había una vez, en VVAA, Jubiloso pabellón. Para José Antonio García Aguilera. Motril: Ayuntamiento de Motril, 2020, pp. 37.